# Józef Borowik
Józef Borowik (ur. 19 marca 1891 w Kownie, zm. 8 maja 1968 w Gdyni) – polski ichtiolog, popularyzator i badacz dziejów i gospodarki Pomorza Gdańskiego oraz regionu Morza Bałtyckiego, organizator spraw rybołówstwa w II RP, dyrektor Instytutu Bałtyckiego w latach 1927–1950.

## Życiorys

### Wczesne lata
Józef Borowik urodził się w rodzinie maszynisty kolejowego Antoniego Borowika i Łucji Szarloty z d. Friedenberg. Miał pięciu starszych braci. W 1909 został absolwentem II Gimnazjum Klasycznego w Wilnie. Podjął studia na wydziale przyrodniczo-matematycznym Uniwersytetu Petersburskiego, które ukończył w 1914. W czasie studiów został na rok zesłany do Kurska za udział w demonstracjach studenckich.
W latach 1914–1918 prowadził badania ichtiologiczne w naukowych stacjach doświadczalnych na terenie Rosji środkowej. Z ramienia Komitetu Opieki nad Polskimi Uchodźcami zorganizował wówczas w Ufie nauczanie w języku polskim. Pod koniec 1918 wyjechał do Japonii, skąd 2 lata później drogą morską przybył do Polski.

### Organizacja spraw rybołówstwa
W czerwcu 1920 objął stanowisko inspektora rybackiego przy Urzędzie Wojewódzkim w Warszawie. We wrześniu przeniesiony do Ministerstwa byłej Dzielnicy Pruskiej, zajął się sporną kwestią uprawnień rybaków Wolnego Miasta Gdańska do połowów na polskich wodach terytorialnych, a następnie w Poznaniu zorganizował Wydział Rybacki w Departamencie Rolnictwa tego ministerstwa, obejmując w styczniu 1921 stanowisko jego naczelnika. Jesienią 1923 wydział ten przeniesiono do Ministerstwa Rolnictwa w Warszawie, gdzie pozostawał jego naczelnikiem do lipca 1926. W 1921 zainicjował utworzenie Morskiego Urzędu Rybackiego w Wejherowie, którego kontynuacją jest Morski Instytut Rybacki. Był autorem wszystkich inicjatyw rządowych i decyzji w zakresie administracji i ustawodawstwa rybackiego oraz badań naukowych dotyczących tego zagadnienia w okresie od listopada 1920 do czerwca 1926.

### Praca w Instytucie Bałtyckim
Po zamachu majowym z administracji rządowej przeszedł do placówek naukowych. Oprócz prowadzenia prac badawczych w dziedzinie ichtiologii, był najpierw wicedyrektorem Państwowego Instytutu Naukowego Gospodarstwa Wiejskiego w Puławach i kierownikiem Działu Ekonomiki i Organizacji Rybactwa w Bydgoszczy. W grudniu 1927 równocześnie objął kierownictwo Instytutu Bałtyckiego w Toruniu. Rozwinął tam jego działalność badawczą i wydawniczą w zakresie studiów nad polskością Pomorza Gdańskiego i historią regionu bałtyckiego oraz popularyzowania morskiej ekspansji gospodarczej. Był redaktorem serii Pamiętnik Instytutu Bałtyckiego. Pozyskał do współpracy 110 uczonych z całego kraju oraz polityków i publicystów. W 1935 nawiązał współpracę z uczonymi zagranicznymi, wśród których był Dag Hammarskjöld, wówczas docent Uniwersytetu w Sztokholmie, a instytut zaczął wydawać anglojęzyczny kwartalnik Baltic Countries (od 1937 Baltic and Scandinavian Countries). Stopień naukowy doktora w zakresie nauk przyrodniczych otrzymał na Uniwersytecie Jagiellońskim w 1936.
We wrześniu 1939 został aresztowany przez Gestapo i uwięziony w KL Stutthof, a następnie w twierdzy w Królewcu, po czym zatrudniony tam przymusowo w fabryce. Zwolniony w kwietniu 1942, zamieszkał w Warszawie i kontynuował działalność jako konspiracyjny dyrektor Instytutu Bałtyckiego. Z ramienia Delegatury Rządu na Kraj organizował i finansował prace naukowców w Warszawie, Krakowie, Lwowie i Puławach.

### Okres powojenny
W 1945 zamieszkał w Bydgoszczy, gdzie pozostawał dyrektorem przeniesionego tam Instytutu Bałtyckiego. Utworzył jego agendy w Gdańsku, Gdyni i Szczecinie. Wznowił działalność naukową i wydawniczą, w 1948 koncentrując ją w Gdańsku. Sam przeniósł się do Gdyni. Jego służba w tej dziedzinie zakończyła się w 1950, gdy Instytut Bałtycki został włączony do Instytutu Zachodniego w Poznaniu. W latach 1949–1950 był dyrektorem Biura I Kongresu Nauki Polskiej w Warszawie. W lipcu 1950 podjął pracę w Morskim Urzędzie Zdrowia, a we wrześniu w morskiej filii Państwowego Zakładu Higieny w Gdyni, później włączonej do Instytutu Medycyny Morskiej, gdzie był adiunktem do 1957, publikując liczne prace naukowe. Od 1956 do 1961 pracował w Wyższej Szkole Rolniczej w Olsztynie jako docent, a następnie profesor nadzwyczajny. W 1961 przeszedł na emeryturę, kontynuując pracę w Polskim Instytucie Spraw Międzynarodowych w Warszawie. W latach 1961–1966 współpracował ponadto z Komitetem Badań Morza PAN w Sopocie.
Był przewodniczącym Komisji do Opracowania Perspektywicznego Planu Rozwoju i Zagospodarowania Regionu Nadmorskiego, członkiem Rady Naukowej do Spraw Ziem Zachodnich przy Towarzystwie Rozwoju Ziem Zachodnich, Rady Naukowej Ekonomiczno-Technicznej przy Ministerstwie Żeglugi i Gospodarki Wodnej oraz Towarzystwa Morsko-Biologicznego w Plymouth.
Józef Borowik został pochowany na cmentarzu Witomińskim w Gdyni (kw. 66-4-52).
Jego żoną była Halina z Gordziałkowskich Borowikowa.

## Ordery i odznaczenia
- Krzyż Kawalerski Orderu Odrodzenia Polski (11 listopada 1934)[12]